# 센슈조선초급학교
센슈조선초급학교(일본어: 泉州朝鮮初級学校)는 일본 오사카부에 위치한 조선학교이다.

## 연혁
- 1946년 1월 - 센호쿠군 학원을 개설(센호쿠군 야사카초).
- 1947년 4월 1일 - 기시와다 조선학원을 개설(기시와다시).
- 1947년 4월 10일 - 이즈미오쓰 조선학원을 개설(이즈미오쓰시).
- 1949년 - 조선학교 폐쇄령에 의해 기시와다·이즈미오쓰의 각 학교는 일시 폐쇄.
- 1954년 - 이즈미오쓰 조선초등학교로서 이즈미오쓰시에서 재개.
- 1958년 - 이즈미오쓰 조선 초등학교는 이즈미오쓰 조선 초급학교로 개칭.
- 1960년 4월 - 이즈미오쓰 조선초급학교를 휴교, 천주조선초중급학교에 통합.
- 1961년 - 이즈미오쓰시에 천주조선초중급학교 이즈미오쓰분교를 설치.
- 1963년 4월 - 천주조선초중급학교는 남오사카 조선초중급학교로 개칭.
- 1964년 4월 - 미나미오사카 조선 초중급학교 이즈미오츠 분교가 독립, 이즈미오쓰 조선 초급학교로 재개.
- 1977년 - 센호쿠·이즈미오쓰·미나미오사카(초등부)의 각 조선학교를 통합. 천주조선초급학교를 설치.
- 2010년 - 미나미오사카 조선 초급학교와 병교해 폐교.

## 참고 자료
- 大阪民族教育60年誌編集委員会 (2005). 《大阪民族教育60年誌》. 大阪朝鮮学園. 다음 글자 무시됨: ‘和書

’ (도움말)